# Семёнтково (гмина)
Семёнтково (пол. Siemiątkowo) — сельская гмина (волость) в Польше, входит как административная единица в Журоминский повет, Мазовецкое воеводство. Население — 3633 человека (на 2004 год).

## Демография
| Перепись                       | Всего   | Всего | Женщины | Женщины | Мужчины | Мужчины |
| ------------------------------ | ------- | ----- | ------- | ------- | ------- | ------- |
| Единицы                        | человек | %     | человек | %       | человек | %       |
| Население                      | 3633    | 100   | 1799    | 49,5    | 1834    | 50,5    |
| Плотность населения (чел./км²) | 32,4    | 32,4  | 16,1    | 16,1    | 16,4    | 16,4    |

## Соседние гмины
1. Гмина Бежунь
2. Гмина Рачёнж
3. Гмина Радзанув
4. Гмина Завидз